# Liste der denkmalgeschützten Objekte in Lichtenau im Waldviertel
Die Liste der denkmalgeschützten Objekte in Lichtenau im Waldviertel enthält die 11 denkmalgeschützten, unbeweglichen Objekte der Gemeinde Lichtenau im Waldviertel.

## Denkmäler
| Foto |                 | Denkmal                                                                         | Standort                                                | Beschreibung | Metadaten |
| ---- | --------------- | ------------------------------------------------------------------------------- | ------------------------------------------------------- | --- | --- |
| ja   | Datei hochladen | Kath. Filialkirche hl. Laurentius und Friedhof HERIS-ID: 49403 Objekt-ID: 53099 | neben Allentsgschwendt 32 Standort KG: Allentsgschwendt | Die dem heiligen Laurentius geweihte Pfarrkirche in der Ortsmitte von Allentgschwendt ist ein von Friedhof und Pfeilermauer umgebener, kleiner, im Kern romanisch-gotischer, mehrfach veränderter Bau mit Chorturm. Die Pfarre von Allentgschwendt geht auf das Jahr 1332 zurück. Das Langhaus mit Satteldach und romanischen Traufsteinen an den Ecken wurde im 18. Jahrhundert barockisiert. Im Süden ist es durch ein Rechteckportal mit Rundbogennische sowie Rund- und Spitzbogenfenster durchbrochen. Der Chor mit Strebepfeilern ist durch ein abgewalmtes Dach gedeckt. Im Süden befindet sich ein zweibahniges, spitzbogiges Maßwerkfenster und im Südosten und Osten je ein Dreipassfenster. Der romanische Turm mit Zeltdach erhebt sich über dem Chorjoch und ist im Osten von gerahmten Rechteckfenstern mit Blendgiebeln und auf allen Seiten von gekuppelten Schallfenstern durchbrochen. Die pultdachgedeckte Sakristei nördlich des Chores wurde um 1900 gebaut. Das Langhaus ist innen flach gedeckt. Der einjochige Chor mit Kreuzrippengewölbe und Fünfachtelschluss stammt aus der Zeit um 1400. | BDA-Hist.: Q38033783 Status: § 2a Stand der BDA-Liste: 2025-06-30 Name: Kath. Filialkirche hl. Laurentius und Friedhof GstNr.: .2, 1 Filialkirche Allentsgschwendt                            |
| ja   | Datei hochladen | Schloss Brunn am Walde mit Wirtschaftsgebäude HERIS-ID: 33725 Objekt-ID: 31444  | Brunn am Wald 1 Standort KG: Brunn am Walde             | Das Schloss Brunn am Walde liegt im Osten des Ortes an einer Durchgangsstraße. Die blockhafte Vierflügelanlage von 1584 mit ihrem engen Hof ist ein seltenes Beispiel eines Wasserschlosses mit erhaltenem Wassergraben. Der Graben erweitert sich ostseitig zu einem Teich. Urkundlich erstmals 1172 erwähnt, war der Vorgängerbau im 13. Jahrhundert Eigentum der Kuenringer und ging später an die Neidegger. Er wurde nach häufigem Besitzerwechsel 1584 unter Johann Hartmann von Trautmannsdorf in der heutigen Form neu erbaut und wechselte 1687 in den Besitz der Grafen Sinzendorf. Die geschlossene, kubische Wirkung ergibt sich aus den einheitlich streng gegliederten, dreigeschoßigen Fronten. Das Gebäude hat ein umlaufendes Traufgesims mit Konsolkranz. Die Ortsteingliederung in der Nordostecke ist mit 1584 bezeichnet. Das Kellergeschoß fußt auf einem leicht geböschten Sockel mit querrechteckigen Luken. In den beiden Obergeschoßen zeigen sich außen und hofseitig schlichte Fensterrahmungen. Die Verdachung im ersten Obergeschoß mit Sturzbalken und Keilsteinen geht auf das frühe 17. Jahrhundert zurück. Das Walmdach mit Gaupen und vielgliedrigen Rauchfängen stammt aus dem vierten Viertel des 16. Jahrhunderts. Als Zugang dient westseitig ein über eine erneuerte Grabenbrücke erreichbares Rundbogentor mit rustiziertem Portalfeld vor stichkappengewölbter Einfahrtshalle. Der erhöht gelegene, ehemalige Schlossgarten ist verwildert. Das ehemalige Wirtschaftsgebäude westlich vor der Grabenbrücke ist ein zweigeschoßiger, hakenförmiger Bau mit Satteldach, der im Kern aus der Bauzeit des Schlosses stammt. Davor befindet sich ein vergitterter Brunnen aus der Zeit um 1900 und eine groteske Skulptur, die wohl einen Affen darstellt und wahrscheinlich im späten 16. Jahrhundert angefertigt wurde. | BDA-Hist.: Q37953586 Status: Bescheid Stand der BDA-Liste: 2025-06-30 Name: Schloss Brunn am Walde mit Wirtschaftsgebäude GstNr.: .1, 2, .2/1 Schloss Brunn am Walde                          |
| ja   | Datei hochladen | Kath. Pfarrkirche hl. Veit und Friedhof HERIS-ID: 49815 Objekt-ID: 53984        | bei Großreinprechts 43 Standort KG: Großreinprechts     | Die von einem Friedhof umgebene, leicht erhöht gelegene Pfarrkirche im Süden des Ortes ist dem heiligen Veit geweiht. Der mehrfach veränderte Saalbau mit hufeisenförmiger Apsis und Apsisturm ist im Kern romanisch. Der Außenbau aus dem 13. Jahrhundert hat heute einen Betonanwurf. Das Langhaus mit Walmdach und Rundbogenfenstern wurde 1694 verändert und verlängert. Das rechteckige Südportal stammt aus der Mitte des 19. Jahrhunderts. Im Westen sind über einem Rundbogenfenster zwei Kreisfenster angeordnet. Über der hufeisenförmigen Apsis mit östlichen Schlitzfenstern und südlichem Korbbogenportal mit Oberlichte erhebt sich ein 1784 erhöhter, im Kern romanischer, unregelmäßiger, neuneckiger Turm mit Schlitzfenstern, korbbogigen Schallfenstern und Pyramidendach. Der Turmaufgang im Nordosten ist von gotischen Dreipassfenstern durchbrochen. Der Aufgang zur Empore befindet sich in der Südwestecke. Die Kirche verfügt über zwei pultgedeckte Anbauten: eine Seitenkapelle aus dem 17. Jahrhundert mit Rundbogenfenstern im Süden und eine westlich anschließende, tonnengewölbte Eingangshalle – die ehemalige Sakristei – mit Rechteckportal und Putzrahmung. | BDA-Hist.: Q28942502 Status: § 2a Stand der BDA-Liste: 2025-06-30 Name: Kath. Pfarrkirche hl. Veit und Friedhof GstNr.: .33, 73 Saint Vitus Church (Großreinprechts)                          |
| ja   | Datei hochladen | Pfarrhof HERIS-ID: 49814 Objekt-ID: 53981                                       | Großreinprechts 1 Standort KG: Großreinprechts          | Der Pfarrhof südöstlich der Kirche ist eine zweigeschoßige Anlage aus der Mitte des 18. Jahrhunderts, die mit der seitlichen, korbbogigen Tormauer und einer Mauer im Nordosten einen unregelmäßigen Hof bildet. Der den Friedhof im Südosten begrenzende, auf einer Geländestufe stehende Nordwesttrakt mit Satteldach ist durch einen schmalen und etwas niedrigeren Verbindungstrakt mit Satteldach mit dem schopfwalmgedeckten, hakenförmigen Südosttrakt mit Klostergitter und Ortsteinquaderung in Putz verbunden. Innen befinden sich einige Flachdecken mit Stuckschnittspiegel. | BDA-Hist.: Q38036274 Status: § 2a Stand der BDA-Liste: 2025-06-30 Name: Pfarrhof GstNr.: .32                                                                                                  |
| ja   | Datei hochladen | Ortskapelle hl. Kajetan HERIS-ID: 49969 Objekt-ID: 54373                        | gegenüber Jeitendorf 3 Standort KG: Jeitendorf          | Die Ortskapelle von Jeitendorf ist ein schlichter, innen flach gedeckter Rechteckbau mit Halbkreisapsis, Rundbogenfenstern und abgewalmtem Dach mit Dachreiter, der um 1840 errichtet wurde. Zur Ausstattung gehören ein Altar mit Korbbogennische zwischen Pilastern und niedrigem Volutengiebel, ein Herz-Jesu-Bild, eine mit 1852 bezeichnete Statue Maria mit Kind aus dem 19. Jahrhundert, Statuen der Heiligen Kajetan und Nikolaus, wahrscheinlich aus dem 18. Jahrhundert, sowie das Bild einer weiblichen Heiligen aus dem späten 19. Jahrhundert. | BDA-Hist.: Q38037240 Status: § 2a Stand der BDA-Liste: 2025-06-30 Name: Ortskapelle hl. Kajetan GstNr.: .17                                                                                   |
| ja   | Datei hochladen | Kath. Pfarrkirche hl. Ägydius HERIS-ID: 50150 Objekt-ID: 54825                  | bei Lichtenau 8 Standort KG: Lichtenau                  | Die dem heiligen Ägydius geweihte Pfarrkirche im Süden des Hauptplatzes ist ein von Josef Koch 1755–1757 errichteter, barocker Saalbau mit halbrundem Chorschluss und Nordturm. Langhaus, Querhaus und Chor weisen über dem Sockel verkröpfte Liseneneinfassungen sowie ovale und korbbogige Fenster auf. Die Westseite mit Dreieckgiebel wird von einem Rechteckportal durchbrochen. Der im Norden des Querhauses eingebaute Turm hat im Erdgeschoß ein Rechteckportal, ein kleines, quadratisches Nordfenster in ovaler Blendnische, allseitig seichte Schulterbogennischen, glockenförmige Schallfenster, einen Uhrengiebel und einen Glockenhelm. Die zweigeschoßige Sakristei mit Walmdach, Rechteckportal und Rechteckfenster liegt zwischen Chor und nördlichem Querarm. Der niedrige Anbau östlich des Chores mit Dreieckgiebel, Satteldach und stark beschädigten Fresken ist die wahrscheinlich um 1803 erbaute Familiengruft der Besitzer von Schloss Lichtenau. Das Langhaus verfügt über zwei westlich stichkappengewölbte Jochen und anschließend eine quadratische Vierung mit flacher Hängekuppel und kurzen Querarmen sowie einen eingezogenen, kreuzgratgewölbten Chor mit Rundapsis. | BDA-Hist.: Q38038328 Status: § 2a Stand der BDA-Liste: 2025-06-30 Name: Kath. Pfarrkirche hl. Ägydius GstNr.: .21 Pfarrkirche Lichtenau im Waldviertel                                        |
| ja   | Datei hochladen | Schloss Lichtenau mit umgebenden Wehranlagen HERIS-ID: 34391 Objekt-ID: 32594   | Lichtenau 17 Standort KG: Lichtenau                     | Das Schloss Lichtenau ist eine im Süden des Ortes leicht erhöht gelegene, von Mauer und gut erhaltenem Wallgraben umgebene Dreiflügelanlage, westseitig vom Halsgraben einer ehemaligen Burg, die im Zusammenhang mit Konrad von Lichtenau 1101 erstmals urkundlich erwähnt wurde und später von häufigen Besitzerwechseln betroffen war. Die einen unregelmäßigen Hof umschließende, zweigeschoßige Anlage stammt in ihrer heutigen Form im Kern aus dem 15. Jahrhundert und wurde im 16. Jahrhundert umgebaut. Das dritte Geschoß wurde Anfang des 20. Jahrhunderts abgetragen. Sie ist durch ein geschweiftes Hofportal vom Ende des 18. Jahrhunderts in der Nordwestecke zugänglich und westseitig durch eine Mauer abgeschlossen. Die glatte Außenfront mit schlichten Fensterfaschen hat am geknickten Ostflügel einen rechteckigen Vorbau mit einer ehemaligen Kapelle im Obergeschoß, einen dreiseitigen Vorbau an der Südostkante und Kragkonsolen am Südflügel. Im Erdgeschoß sind hofseitig noch Reste von ornamentalen Sgraffitofensterrahmungen aus der zweiten Hälfte des 16. Jahrhunderts zu sehen, in der Nordostecke ein spätgotisches Schulterbogenportal und in der Südostecke Korbbogenarkaden, die 1985 freigelegt wurden. | BDA-Hist.: Q37957702 Status: Bescheid Stand der BDA-Liste: 2025-06-30 Name: Schloss Lichtenau mit umgebenden Wehranlagen GstNr.: .25, .26, .47, 39, 41, 42/1 Schloss Lichtenau im Waldviertel |
| ja   | Datei hochladen | Kath. Pfarrkirche hl. Johannes und Friedhof HERIS-ID: 50161 Objekt-ID: 54855    | neben Loiwein 122 Standort KG: Loiwein                  | Die barockisierte Hallenkirche mit gotischem Chor und biedermeierlichem Westturm ist Johannes dem Täufer geweiht und liegt, von einem Friedhof umgeben, leicht erhöht im Süden des Ortes. Als Pfarre besteht Loiwein seit 1783, war zuvor eine Filiale von Meisling und war im 16. und in der ersten Hälfte des 17. Jahrhunderts protestantisch. Das Langhaus mit Satteldach und Korbbogenfenstern stammt im Kern aus dem 14. Jahrhundert und wurde im 18. Jahrhundert barockisiert. Der eingezogene Westchor ist mit einem nach Osten abgewalmten Dach gedeckt. Die Fassade ist mit schmalen Spitzbogenfenstern in Rundbogennischen zwischen gestuften Strebepfeilern sowie im Osten durch Kreisfenster in profilierter Rahmung durchbrochen. Der vorgestellte Westturm mit Liseneneinfassung, Rundbogenportal, rundbogigen Schallfenstern, Uhrengiebel und achtseitigem Pyramidendach wurde 1827 erbaut. Im Süden liegt eine pultgedeckte Sakristei aus dem späten 18. Jahrhundert, die in der zweiten Hälfte des 20. Jahrhunderts gegen Westen erweitert wurde und im Süden des Turmes ein Stiegenaufgang nördlich des Chores mit einem kleinen, pultgedeckten Anbau. | BDA-Hist.: Q38038426 Status: § 2a Stand der BDA-Liste: 2025-06-30 Name: Kath. Pfarrkirche hl. Johannes und Friedhof GstNr.: .1, 417 Pfarrkirche Loiwein                                       |
| ja   | Datei hochladen | Pfarrhof HERIS-ID: 50160 Objekt-ID: 54853                                       | Loiwein 40 Standort KG: Loiwein                         | Der eingeschoßige Pfarrhof mit Pilastergliederung, Walmdach und dreiachsigem Mittelrisalit liegt südlich der Kirche. Über der breiten Mittelachse befindet sich ein Giebelaufsatz mit Wappenkartusche, unter der die Bezeichnung 1889 steht. | BDA-Hist.: Q38038414 Status: § 2a Stand der BDA-Liste: 2025-06-30 Name: Pfarrhof GstNr.: .57                                                                                                  |
| ja   | Datei hochladen | Brunnen mit Säule und hl. Florian HERIS-ID: 50159 Objekt-ID: 54852              | Loiwein 5, gegenüber Standort KG: Loiwein               | Der Brunnen im Westen des Ortes zeichnet sich aus durch eine im 19. Jahrhundert angefertigte Statue des heiligen Florian auf einer Granitsäule. | BDA-Hist.: Q38038403 Status: § 2a Stand der BDA-Liste: 2025-06-30 Name: Brunnen mit Säule und hl. Florian GstNr.: 1723/11                                                                     |
| ja   | Datei hochladen | Ortskapelle HERIS-ID: 50332 Objekt-ID: 55188                                    | gegenüber Obergrünbach 14 Standort KG: Obergrünbach     | Die wahrscheinlich gegen Ende des 19. Jahrhunderts erbaute Kapelle im Norden von Grünbach ist ein Rechteckbau mit Halbkreisapsis, Rundbogenfenstern und vorgestelltem, dreigeschoßigem Westturm mit hohem Zeltdach. Am neugotischen Altar befindet sich eine Statue Kruzifixus mit Maria und seitlich davon die Heiligen Leonhard und Johannes der Täufer, vier Kirchenväter und Reliefs von vier Evangelisten. Zur weiteren Ausstattung gehören eine Konsolstatue des heiligen Florian und eine Fahne mit Bildern der Pietà und von Johannes dem Evangelisten. | BDA-Hist.: Q38039469 Status: § 2a Stand der BDA-Liste: 2025-06-30 Name: Ortskapelle GstNr.: .31                                                                                               |